# Принцип незастосування сили
Принцип незастосування сили або загрози силою — принцип загального міжнародного права, згідно з яким держави утримуються в їх міжнародних відносинах від погрози силою чи її застосування як проти територіальної недоторканності або політичної незалежності будь-якої держави, так і будь-яким іншим чином, несумісним з цілями Організації Об'єднаних Націй.